# Škoda 14 T
Le Škoda 14 T est un tramway à plancher bas partiel produit par Škoda Transportation pour la ville de Prague.

## Production
Le Skoda 14 T est un véhicule unidirectionnel, dessiné par Porsche Design Group. Il est capable de grimper des pentes de 8,5 %. Il a été conçu spécifiquement pour les besoins du réseau de Tramway de Prague, qui en  a reçu 60 entre 2006 et 2009.